# Peristylus duthiei
Peristylus duthiei är en orkidéart som först beskrevs av Joseph Dalton Hooker, och fick sitt nu gällande namn av Deva och H.B. Naithani. Peristylus duthiei ingår i släktet Peristylus och familjen orkidéer. Inga underarter finns listade i Catalogue of Life.